# Hájek (Strakonicei járás)
Hájek falu és önkormányzat (obec) Csehország Dél-csehországi kerületének Strakonicei járásában. Területe 2,8 km², lakosainak száma 40 (2008. 12. 31). A falu Strakonicétől mintegy 21 km-re délkeletre, České Budějovicétől 34 km-re északnyugatra, és Prágától 112 km-re délre fekszik.
A település első írásos említése 1334-ből származik.

## Népesség
A település népessége az elmúlt években az alábbi módon változott:
| Lakosok száma | 117  | 129  | 145  | 86   | 47   | 38   | 35   | 38   | 47   | 47   |
|               | 1869 | 1890 | 1921 | 1950 | 1980 | 2001 | 2017 | 2019 | 2022 | 2024 |